# Francisco Stastny
Francisco Stastny Mosberg (Praga, 29 de junio de 1933-Lima, 10 de febrero de 2013) fue un historiador del arte checoslovaco nacionalizado peruano. Fue profesor principal de la Universidad de San Marcos, fundador del Museo de Arte de esta misma universidad, así como director del Museo de Arte de Lima entre 1964 y 1969.

## Biografía
Fue hijo de Víctor Stastny y Margarete Mosberg. A muy temprana edad pasó con sus padres al Perú, donde siguió estudios escolares en el Colegio San Andrés y los superiores en la Facultad de Letras de la Universidad de San Marcos (1951-1956). A continuación, emprendió cursos de perfeccionamiento gracias a las becas brindadas por los gobiernos de Suecia (Institut d'Archaeology, La Sorbona, 1958-1959), Francia (École du Louvre, donde logró el diploma de Historia del arte en Museología, 1958-1959) y Unesco (Instituto di Archivologia e Storia dell'Arte, Universidad de Roma, 1959-1960; Instituto Central de Restauro, donde obtuvo el diploma en Conservación de Bienes Artísticos; Institut Royal du Patrimoine Artistique, Bruselas, 1961-1962). Posteriormente continuó sus estudios en el Instituto Warburg (1962-1963).
De retorno al Perú, inició su actividad docente en la Facultad de Arquitectura de la UNI (1963-1965) y en la Universidad de Lima (1964-1966), donde tenía a su cargo los cursos de Historia del Arte. Paralelamente se desempeñó como profesor principal en la UNMSM (1963-1990): Allí obtuvo los grados de Bachiller y Doctor (1969), además ejerció la dirección del Museo de Arte (1964-1969) y del Museo de Arte y de Historia de la Universidad (1970-1987).
Entre sus aportes al conocimiento histórico del arte peruano están: El descubrimiento de la primera pintura firmada de Mateo Pérez de Alesio, titulada La Virgen de la Leche; haber establecido la influencia de las estampas de la escuela de Rubens en el arte colonial; demostrar la originalidad de la iconografía de la Escuela cusqueña de pintura, contra la idea generalizada de su primitivismo y falta de inventiva; precisar la identidad estilística e iconográfica del llamado movimiento de los curacas del siglo XVIII y del movimiento universitario cusqueño de esos mismos años.

## Obras
- Breve historia del arte en el Perú (1967)
- La pintura en Lima de 1550 a 1640 (Tesis de bachillerato, 1969)
- Mateo Pérez de Alesio y la pintura del siglo XVI en el Perú (Tesis doctoral, 1969)
- Catálogos de los bienes artísticos de la U. M. de San Marcos (1978-1981)
- El manierismo en la pintura colonial latinoamericana (1981)
- Las artes populares en el Perú (1981)
- Mayólicas y vidriados (1986)
- La preservación del arte colonial del Perú (1986)
- Síntomas medievales en el barroco americano (1994)
- Plata y plateros del Perú (1997)
- Las pinturas de la vida de Santo Domingo en el convento de la orden de Predicadores de Lima (1998)

Es, además, autor de varios artículos y ensayos publicados en revistas especializadas.